# Salvatore Profumo
Salvatore Profumo (fl. XX secolo) è stato un calciatore italiano, di ruolo difensore.

## Carriera
Cresciuto nel Club San Raffaele Genova, passò al Genoa nel 1915. Con i rossoblu partecipò alla Coppa Federale 1915-1916, piazzandosi al quarto posto nel girone delle finali nazionali.
Dopo la grande guerra, nel campionato 1919-1920 giocò tra le file della Sampierdarenese, piazzandosi al quarto posto nel girone eliminatorio ligure.
La stagione successiva torna al Genoa, giocando solo tra le file delle riserve.
Nel 1921 passa al Balilla Genova che lascerà a novembre per la Rivarolese che disputa il campionato organizzato dalla FIGC, venendo però squalificato l'11 dicembre 1921.
L'anno seguente Profumo si trasferisce all'Unione Sportiva Quarto, che milita nella Seconda Divisione. Il suo club si piazza al quarto posto del girone A, ottenendo la salvezza.
Nel 1924 torna alla Rivarolese, che milita sempre in Seconda Divisione, che nel girone A con i rossoneri liguri giunge terzo, a due punti dalla capolista Novese.